# Liste der Biografien/Marts
Liste der Biografien |
Portal Biografien |
Personensuche
# |
A |
B |
C |
D |
E |
F |
G |
H |
I |
J |
K |
L |
M |
N |
O |
P |
Q |
R |
S |
T |
U |
V |
W |
X |
Y |
Z |
?
 
Ma |
Mb |
Mc |
Md |
Me |
Mf |
Mg |
Mh |
Mi |
Mj |
Mk |
Ml |
Mm |
Mn |
Mo |
Mp |
Mq |
Mr |
Ms |
Mt |
Mu |
Mv |
Mw |
Mx |
My |
Mz
 
Maa |
Mab |
Mac |
Mad |
Mae |
Maf |
Mag |
Mah |
Mai |
Maj |
Mak |
Mal |
Mam |
Man |
Mao |
Map |
Maq |
Mar |
Mas |
Mat |
Mau |
Mav |
Maw |
Max |
May |
Maz
 
Mara |
Marb |
Marc |
Mard |
Mare |
Marf |
Marg |
Marh |
Mari |
Marj |
Mark |
Marl |
Marm |
Marn |
Maro |
Marp |
Marq |
Marr |
Mars |
Mart |
Maru |
Marv |
Marw |
Marx |
Mary |
Marz
 
Marta |
Marte |
Marth |
Marti |
Martj |
Martl |
Martm |
Martn |
Marto |
Martr |
Marts |
Martt |
Martu |
Martw |
Marty |
Martz
Die Liste der Biografien führt alle Personen auf, die in der deutschsprachigen Wikipedia einen Artikel haben. Dieses ist eine Teilliste mit 25 Einträgen von Personen, deren Namen mit den Buchstaben „Marts“ beginnt.

## Marts
- Mårts, Pär (* 1953), schwedischer Eishockeyspieler und -trainer

### Martsc
- Martsch, Siegfried (1953–2022), deutscher Politiker (Bündnis 90/Die Grünen), MdL
- Martschak, Mykola (1904–1938), ukrainisch-sowjetischer Politiker
- Martschenko, Alexei Igorewitsch (* 1992), russischer Eishockeyspieler
- Martschenko, Anatoli Tichonowitsch (1938–1986), sowjetischer Autor und Menschenrechtler
- Martschenko, Igor Jurjewitsch (* 1975), russischer Schwimmer
- Martschenko, Illja (* 1987), ukrainischer Tennisspieler
- Martschenko, Iwan (1911–1943), ukrainischer KZ-Aufseher
- Martschenko, Mitrofan Konstantinowitsch (1866–1932), russischer Geheimdienstoffizier
- Martschenko, Mykola (1943–2018), ukrainischer und sowjetischer Bildhauer
- Martschenko, Oleksandr (* 1968), sowjetisch-ukrainischer Ruderer
- Martschenko, Weronika Alexandrowna (* 1969), russische Aktivistin
- Martschenko, Wladimir Alexandrowitsch (* 1922), ukrainischer Mathematiker
- Martschenkow, Sergei Serafimowitsch (* 1945), sowjetisch-russischer Mathematiker, Kybernetiker und Hochschullehrer
- Martschewski, Alexander (* 1990), deutscher Schauspieler
- Martschewski, Vessela (* 1954), deutsch-bulgarische Filmeditorin
- Martschini, Lino (* 1993), Schweizer Eishockeyspieler
- Martschinke, Sabine (* 1960), deutsche Erziehungswissenschaftlerin und Hochschullehrerin
- Martschinko, Christoph (* 1994), österreichischer Fußballspieler
- Martschuk, Guri Iwanowitsch (1925–2013), russischer Mathematiker
- Martschuk, Iwan (* 1936), ukrainischer MalerIwan Martschuk (* 1936)

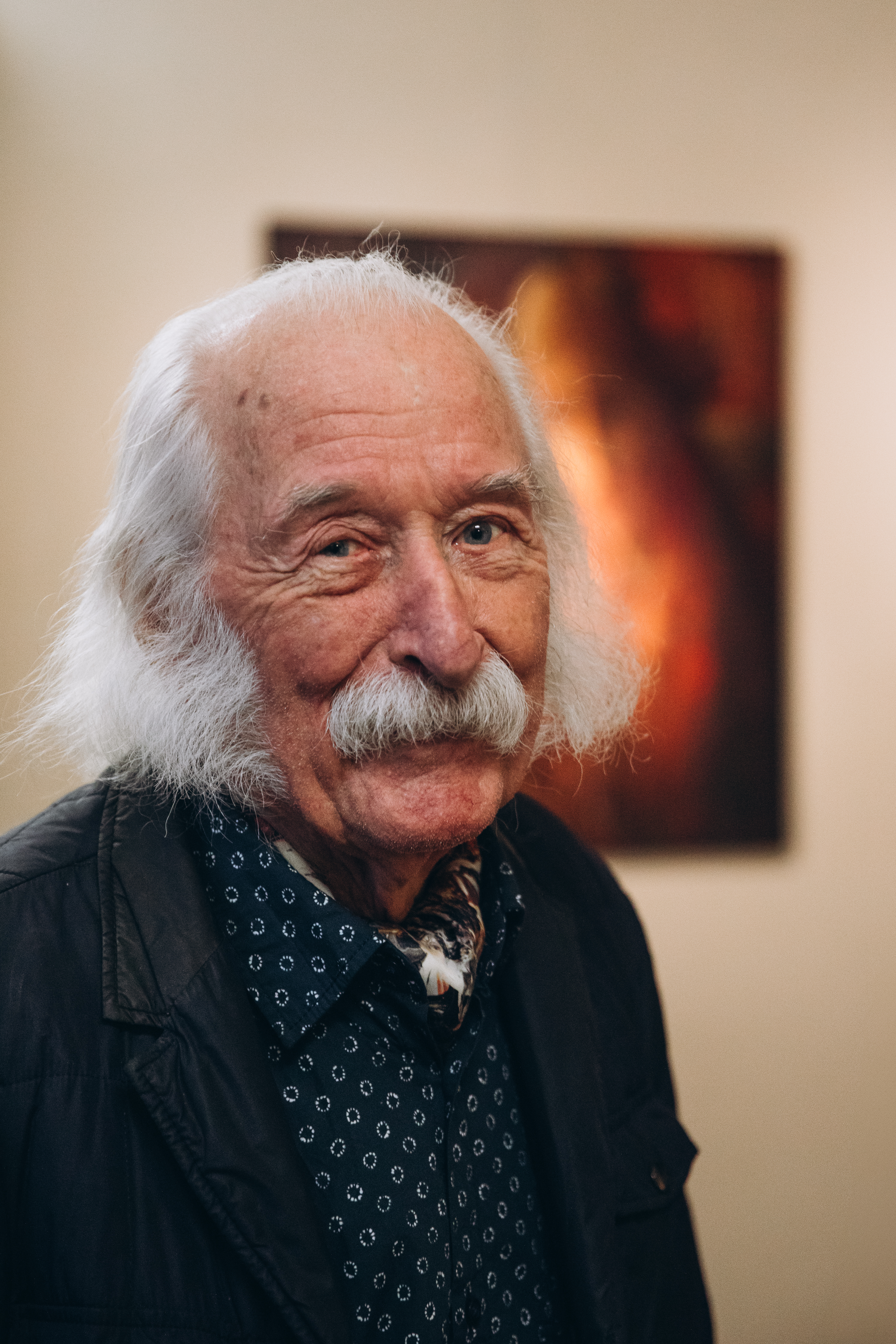
Iwan Martschuk (* 1936)

- Martschuk, Jewhen (1941–2021), ukrainischer Politiker
- Martschuk, Sergei Wassiljewitsch (1952–2016), sowjetischer Eisschnellläufer
- Martschukat, Jürgen (* 1965), deutscher Historiker

### Martsh
- Martshang Sherab Sengge (1135–1203), Gründer des Marpa-Kagyü-Schulrichtung des tibetischen Buddhismus, (Vajrayana) Gründer des Sho-Klosters (des Stammkloster der Schule)